# Абдуллоев, Гафор
Гафор Абдуллоев (1927—1995) — таджикский советский колхозник, депутат Верховного Совета СССР, Герой Социалистического Труда (1973).

## Биография
Родился 31 марта 1927 года. Таджик. Член КПСС с 1968 года. Образование среднее.
С 1943 года помощник тракториста, тракторист МТС, бригадный механик, заведующий агроучастком колхоза. С 1963 года бригадир комплексно-механизированной бригады колхоза им. Ленина Восейского района (с 1973 года —Кулябской области).
Депутат Совета Союза Верховного Совета СССР 8—9 созывов (1970—1979) от Кулябского избирательного округа № 747 Таджикской ССР. Член Планово-бюджетной комиссии Совета Союза 9-го созыва.